# Katnaulete
Katnaulete ist ein osttimoresischer Ort im Suco Vatuvou (Verwaltungsamt Maubara, Gemeinde Liquiçá). Er liegt im Osten der Aldeia Vatu-Nau in einer Meereshöhe von 355 m, östlich des Flusses Palapu. Jenseits des Flusses befindet sich der Ort Tolema, südwestlich der Ort Hataulete und weiter im Norden das Dorf Vatu-Nau. Nach Süden führt eine Straße nach Vitanau.